# Parsonsia macrophylla
Parsonsia macrophylla är en oleanderväxtart som beskrevs av Pichon apud Guillaumin. Parsonsia macrophylla ingår i släktet Parsonsia och familjen oleanderväxter. Inga underarter finns listade i Catalogue of Life.